# Epicauta wheeleri
Epicauta wheeleri är en skalbaggsart som beskrevs av Horn 1873. Epicauta wheeleri ingår i släktet Epicauta och familjen oljebaggar. Inga underarter finns listade i Catalogue of Life.